# Klin (szyk)

Zastosowanie szyku klinowego w I fazie bitwy na jeziorze Pejpus

Klin – rozdaj szyku bojowego stosowany w starożytności i średniowieczu; odmiana szyku kolumnowego. To także szyk bojowy drużyny.
Szyk klinowy stosowano w celu uzyskania większej siły uderzenia zwartej kolumny, a jego celem było rozerwanie szyku przeciwnika. Najlepsi żołnierze (najlepiej uzbrojeni)  tworzyli wierzchołek i ramiona trapezu. We wczesnym średniowieczu stosowany przez piechotę Germanów, przejęty następnie przez niemiecką jazdę rycerską pod nazwą Schweinkopf.
Szyk klinowy stosowany jest także w lotnictwie. To szyk w kształcie trójkąta tworzony przez samoloty rozmieszczone w czasie lotu pod jednakowymi kątami, w jednakowych odstępach i w jednakowej odległości oraz z ustalonymi przewyższeniami w stosunku do samolotu prowadzącego.
Współcześnie klin (sierżant) to też podstawowy szyk drużyny używany zazwyczaj w terenie otwartym, gwarantującym szeroką obserwację. Jego charakterystyka taktyczna to: frontalne rozwinięcie, rozproszenie,  możliwość szybkie rozwinięcie sekcji po nawiązaniu kontaktu bojowego, dobra obserwacja i ubezpieczenie we wszystkich kierunkach, swoboda prowadzenie ognia w kierunku czoła i skrzydeł. Szyk ten umożliwia dowódcy skuteczną kontrolę nad drużyną i dobrą łączność pomiędzy żołnierzami w szyku